# This Earth Is Mine
This Earth Is Mine (bra: O Vale das Paixões) é um filme estadunidense de 1959, dos gêneros drama e romance, dirigido por Henry King, roteirizado por Casey Robinson, baseado no livro de The Cup and the Sword de Alice Tisdale Hobart, música de Hugo Friedhofer.

## Sinopse
Califórnia, 1930, jovem inglesa chega ao Vale do Napa, desaponta-se com o interesse de seus familiares, e encontra romance com um primo ilegítimo.

## Elenco
- Rock Hudson como John Rambeau
- Jean Simmons como Elizabeth Rambeau
- Dorothy McGuire como Martha Fairon
- Claude Rains como Philippe Rambeau
- Kent Smith como Francis Fairon
- Anna Lee como  Charlotte Rambeau
- Ken Scott como Luigi Griffanti
- Augusta Merighi como sra. Griffanti
- Francis Bethencourt como Andre Swann
- Stacy Graham como Monica
- Peter Chong como Chu
- Geraldine Wall como Maria
- Alberto Morin como Petucci
- Penny Santon como sra. Petucci
- Jack Mather como Dietrich